# Ralston (Oklahoma)
Pour les articles homonymes, voir Ralston.
Ralston est une ville du comté de Pawnee, dans l’Oklahoma aux États-Unis.